# روري هاربر
روري هاربر (بالإنجليزية: Rory Harper)‏ (1950، بومونت في الولايات المتحدة)؛ كاتب وروائي أمريكي.